# Sisyrinchium tenuifolium
Sisyrinchium tenuifolium là một loài thực vật có hoa trong họ Diên vĩ. Loài này được Humb. & Bonpl. ex Willd. miêu tả khoa học đầu tiên năm 1809.